# Přítelkyně pana ministra

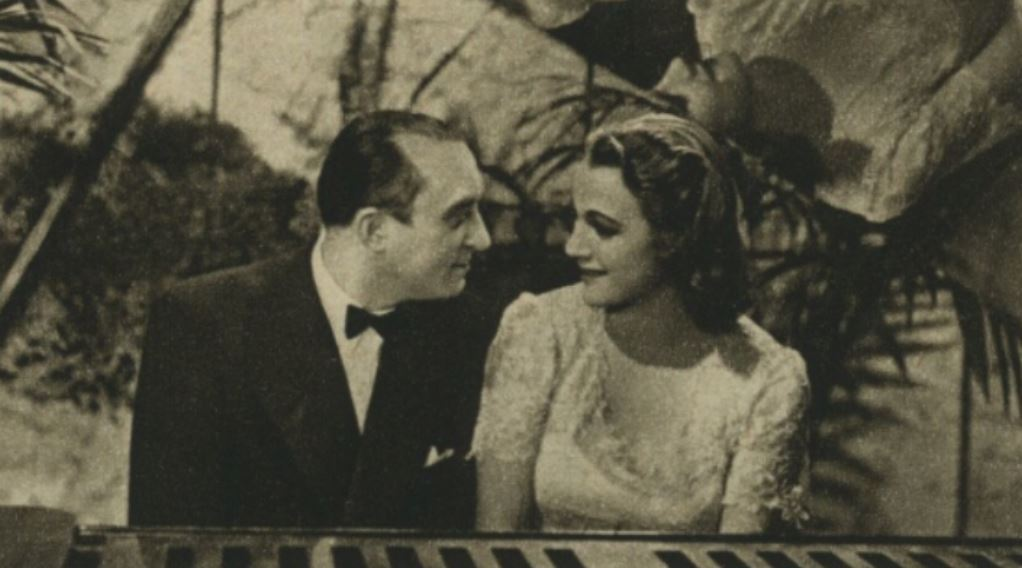
Oldřich Nový a Adina Mandlová ve filmu Přítelkyně pana ministra

Přítelkyně pana ministra je česká romantická komedie z roku 1940 režiséra Vladimíra Slavínského, která navazuje na filmovou tvorbu první republiky a pojednává o tom, že i pomluva někdy může člověku pomoci ke štěstí.

## Děj
Hlavní postavou filmu je písařka Julinka Svobodová, která pracuje v prosperující věhlasné firmě Hrubý a syn. Julinka sice pracuje dobře, jenom se občas opozdí, ale bere pořád strašně malý plat. Jednou ji ale zahlédne největší drbna, jak jede výtahem s panem ministrem, který bydlí ve stejném domě jako ona. V tu chvíli je nová „zaručená“ zpráva na světě. Tato nevinná pomluva se roznese po celém domě, a dokonce se dostane i do firmy, kde Julinka pracuje. Starý pan továrník se svým synem Janem se rozhodnou povýšit Julinku na sekretářku pana ředitele. Konečně má lepší práci i větší plat. Sice jí je divné, proč se jí pořád Jan vyptává na pana ministra, ale nijak zvlášť to neřeší. Firma Hrubý a syn je jednoho dne nespravedlivě očerněna v novinách a Jan Julinku poprosí, zda by mohla nedorozumění vysvětlit panu ministrovi. Je tím zaskočena, ale slíbí, že když ho náhodou potká, udělá to. Pak se pan ministr ale sám dozví, že firma byla nespravedlivě očerněna, vše napraví a v novinách druhý den vychází omluva. Tu si samozřejmě Jan s otcem přečtou a zmatenou Julinku div nenosí na rukou. A nejenom kvůli tomu. Jan si uvědomí, že se do Julinky zamiloval, a pozve ji na večeři. Ta je nadšena. Také ji pozve na slavnost u nich doma a představí ji mamince, která s úsměvem konstatuje, že se jí Julinka zamlouvá. Potom Julince Jan zazpívá píseň „Oči tmavohnědé“, které nikdo nedovede mít rád tolik jako on. A protože Julinka vskutku tmavohnědé oči má a pozná, že písnička patřila jí, je velmi šťastná. Jan si ale uvědomí, že Julinka je vlastně přítelkyně pana ministra a že nemohou být spolu. Tuto pomluvu, která jí tak zásadně ovlivnila život, však překvapenému Janovi vyvrátí a jejich štěstí už nemůže stát nic v cestě.

## Obsazení
| Oldřich Nový        | Jan Hrubý, syn Hrubých                 |
| Adina Mandlová      | úřednice Julinka Svobodová             |
| František Paul      | majitel dovozní firmy František Hrubý  |
| Zdenka Baldová      | Marie Hrubá, Františkova žena          |
| František Kreuzmann | prokurista u firmy Hrubý               |
| Jaroslav Marvan     | ministr obchodu dr. Jaroslav Horák     |
| Světla Svozilová    | dámská krejčová Pokorná, Julčina bytná |
| Raoul Schránil      | Karel Hájek, Janův kamarád             |
| Bedřich Veverka     | Mirek Lukeš, Janův kamarád             |
| Václav Vydra        | italský dodavatel R. Rossi-Rosůlek     |
| Vladimír Řepa       | druhý bratr G. Rossi-Rosůlek           |
| Jiří Vondrovič      | účetní Evžen Lesný                     |
| Marie Rosůlková     | Helena Koníčková, Janova sestřenice    |
| Jaroslav Sadílek    | dr. Koníček, Helenin manžel            |
| Bohuš Záhorský      | sekretář ministra Horáka               |
| Antonín Zacpal      | zřízenec z ministerstva obchodu        |
| Samko Dudík         | dirigent slovácké kapely               |
| Slávka Rosenbergová | domovnice                              |
| Jarmila Holmová     | písařka Drobná                         |
| Václav Mlčkovský    | pokladník                              |
| Václav Švec         | úředník Sláma                          |